# Эрнест Ренан (броненосный крейсер)
Броненосный крейсер «Эрне́ст Рена́н» (фр. Ernest Renan) — боевой корабль французского флота начала XX века. Являлся развитием крейсера «Жюль Мишле» и, наряду с ним, одним из двух кораблей, названных в честь французских историков. Построен в единственном экземпляре. К моменту ввода в строй морально устарел. Его дальнейшим развитием стали крейсера типа «Вальде́к-Руссо».

## История
Постоянной головной болью французских инженеров, проектировавших французские броненосные крейсера, был систематический недобор кораблями проектной скорости. Рассчитанные на 23-24 узла, крейсера на практике обычно выдавали не более 21,5-22,5 узлов — данные весьма хорошие, но не выдающиеся. Французские адмиралы, рассчитывавшие на применение броненосных крейсеров как рейдеров в открытом океане, хотели, чтобы их корабли имели превосходство в скорости над потенциальным противником и всегда могли уклониться от боя с превосходящими силами.
Известный французский кораблестроитель Эмиль Бретьен предложил добиться требуемой адмиралами 24-узловой скорости, переработав обводы пятого из планирующихся к закладке броненосных крейсеров типа «Леон Гамбетта». По проекту Бретьена, новый корабль должен был быть длиннее базового проекта и иметь на треть больше котлов. Адмиралтейство поддержало проект с некоторыми оговорками, и корабль под названием «Эрнест Ренан» был перепроектирован на стапеле под требования большей скорости.

## Конструкция

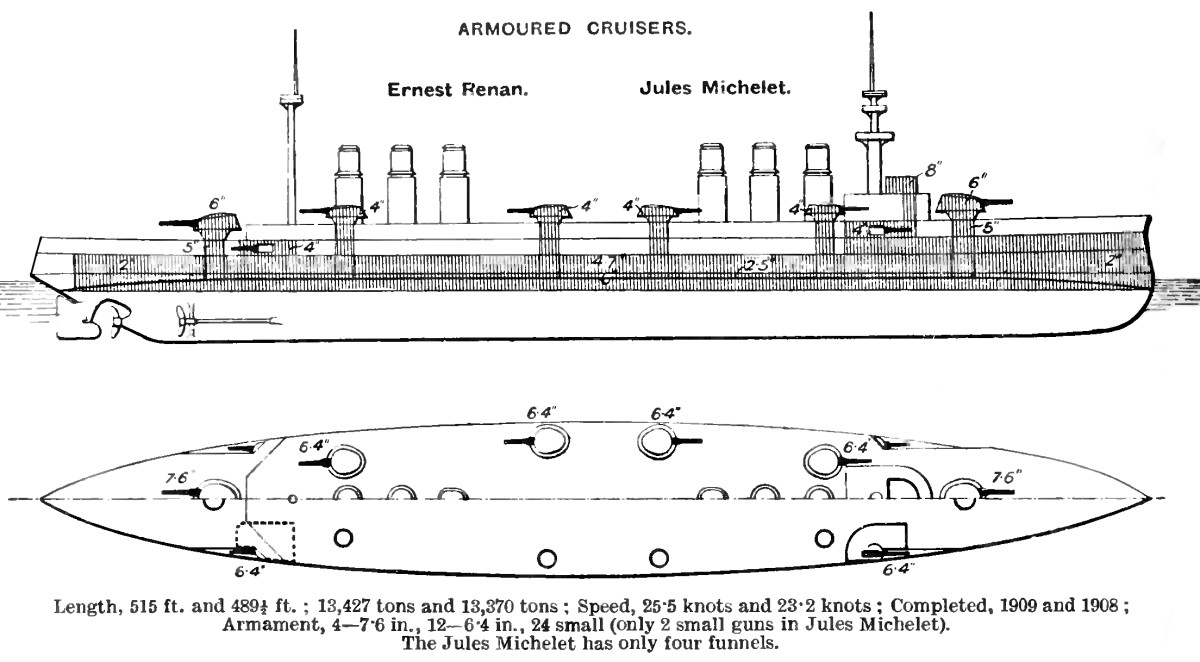
Броненосный крейсер «Эрнест Ренан». Схема бронирования и размещения вооружения.

Крейсер «Эрнест Ренан» был спроектирован как более быстроходная версия крейсеров типа «Леон Гамбетта», для чего обводы его корпуса были изменены. Он был длиннее исходного проекта, достигая 159 метров; ширина его равнялась 21,5 метрам, а осадка 8,4 метрам. Полное водоизмещение увеличилось до 13650 тонн.
Не считая большей длины, он, фактически, не отличался от базового проекта по основной архитектуре; высокобортный корпус с почти прямым форштевнем и протянувшимся до кормовой башни полубаком был характерен для всех французских броненосных крейсеров начиная с «Жанны Д’Арк». Однако, необходимость установки большего числа котлов, привела к увеличению числа труб корабля до шести; трубы были скомпонованы двумя группами по три. Носовая и кормовая надстройки были сделаны более высокими и просторными.
Носовая мачта крейсера была тяжёлой боевой, кормовая — лёгкой сигнальной.

### Вооружение
Вооружение «Эрнста Ренана» было разработано на основе предшествующего проекта «Жюль Мишеле». Крейсер был вооружён четырьмя 194-мм 50-калиберными орудиями образца 1902 года в носовой и кормовой двухорудийных башнях; носовая располагалась на полубаке, кормовая  на верхней палубе. Однако, сами башни были нового типа, имели цилиндрическую форму и подпалубные барбеты, в отличие от предшествующих моделей.
Вспомогательное вооружение состояло из двенадцати 163-мм 45-калиберных скорострельных орудий в образца 1896 года. Восемь из них стояли в одноорудийных башнях на баковой палубе — по четыре с каждого борта — и ещё четыре располагались в казематах, два — в передней части на верхней палубе, и два — в корме на главной палубе.
Противоминное вооружение было значительно усилено — на смену старым мелкокалиберным пушкам пришли новые 65-мм орудия. На момент закладки корабля, такое вооружение полностью соответствовало требованиям борьбы с любыми миноносцами того времени, но из-за затянувшейся постройки, к моменту вступления «Эрнста Ренана» в ряды флота, его противоминное вооружение снова устарело — новые турбинные эсминцы имели большие размеры, живучесть и скорость, а радиус действия торпед существенно увеличился. Кроме шестнадцати 65-мм орудий в казематах на верхней палубе, крейсер всё ещё нёс восемь старых 47-мм орудий Гочкисса и две устаревшие 37-мм пятиствольные револьверные пушки Гочкисса.
Крейсер всё ещё имел торпедное вооружение из двух 450-мм аппаратов в центральной части корпуса, стрелявших из-под воды перпендикулярно курсу — хотя в новых условиях войны на море оно представлялось совершенно бесполезным.

### Бронирование
Бронирование «Эрнста Ренана» было существенно переработано по сравнению с базовым проектом «Леон Гамбетта». Главный пояс из стали, закалённой по методу Круппа, тянулся на всю длину ватерлинии (исключая небольшой участок кормы); его высота была равна 2,6 метрам, из которых 1,3 находились под водой, а 2,3 — выше ватерлинии. Толщина пояса в центре корпуса — между мачтами — составляла 150 миллиметров, в носовой оконечности утоньшаясь до 100 миллиметров и в кормовой — до 75 миллиметров.
Крейсер имел две броневые палубы; нижняя, выпуклая, опиралась краями на нижнюю кромку броневого пояса, и имела толщину 40 миллиметров в центральной части, и 65 миллиметров на скосах. Поверх неё, опираясь на верхнюю кромку броневого пояса, располагалась плоска верхняя палуба толщиной в 35 миллиметров. Пространство между палубами было разделено на множество небольших герметичных отсеков, для локализации повреждений; по меркам 1910-х такая схема бронирования уже устарела, и разумнее было бы иметь одну сплошную палубу большой толщины.
Броневые башни 194-мм орудий были защищены броней толщиной 200 миллиметров; барбеты и основания башен бронировались 100—180 мм плитами. Башни вспомогательного калибра были защищены 130—165 мм плитами, их барбеты — имели более тонкое бронирование.

### Силовая установка
«Эрнст Ренан», подобно другим французским броненосным крейсерам, приводился в движение тремя вертикальными паровыми машинами тройного расширения, работающими на три вала. Его котельная установка состояла из сорока двух (!!!) котлов Никлссона, разделенных на шесть отделений, и обеспечивающих паром общую мощность в 36000 л.с. На мерной миле крейсер продемонстрировал скорость в 24,4 узла; причем его создатель, Эмиль Бретьен считал, что если бы на корабле были применены новые котлы с трубками малого диаметра, то крейсер бы развил скорость до 25 узлов. Запаса угля хватало на 18 000 км экономичным 10-узловым ходом.

## Служба

### После войны
После войны «Эрнест Ренан» был одним из немногих броненосных крейсеров старой постройки, ещё остававшихся на службе — в первую очередь, из-за своей сравнительно высокой скорости и отсутствия в составе французского флота современных лёгких крейсеров.
22 ноября 1918 года, после капитуляции Турции и Германии, в Новороссийск пришли английский крейсер «Ливерпуль» и французский «Эрнест Ренан», команды которых посетили Екатеринодар под контролем Добровольческой армии, где им была устроена восторженная встреча.
В 1920—1922 он принимал участие в действиях на Чёрном море, во время интервенции в охваченную гражданской войной Россию. В попытке поддерживать боевые качества корабля на современном уровне, по возвращении во Францию он был модернизирован.
В 1927 году, старый крейсер был переведен на роль учебно-артиллерийского судна, и прослужил до 1929 года, пока не был окончательно исключен из списков флота. В 1931 году, «Эрнст Ренан» был расстрелян на учениях в качестве мишени флота.

### Модернизации
В 1916 году, четыре 47-мм противоминных орудия были демонтированы, и на их месте на надстройках крейсера установлены четыре 47-миллиметровые зенитные пушки образца 1902 года. В 1919 году, зенитное вооружение было дополнено еще двумя 65-мм зенитными орудиями; кормовая мачта крейсера была демонтирована, чтобы обеспечить возможность буксировки наблюдательного змейкового аэростата.
По некоторым данным, в 1927 году, корабль предполагалось оснастить площадкой для запуска гидросамолёта.

## Оценка проекта
Броненосный крейсер «Эрнст Ренан» был очередной ступенькой в эволюции базового проекта «Леон Гамбетта». Основной акцент при работе над этим проектом был сделан на достижение высокой скорости, позволяющей обгонять броненосные крейсера потенциальных противников. В этом французские инженеры добились значительного успеха — «Эрнст Ренан» ходил по крайней мере на 1,5-2,5 узла быстрее существовавших на тот момент британских броненосных крейсеров что позволяло ему всегда уклониться от невыгодного для себя боя.
Боевые качества «Эрнста Ренана» находились на уровне требований времени; однако, из-за затянутой постройки, корабль вступил в строй уже устаревшим, уступая новым британским линейным крейсерам. Последние британские броненосные крейсера проектов «Уорриор» и «Минотавр» также были паритетны французскому кораблю по вооружению — британцы, наконец, преодолели слабость своих первых броненосных крейсеров. В целом, постройка «Эрнста Ренана» совпала с началом масштабного кризиса во французском военном кораблестроении, окончательно отбросившим некогда вторую морскую державу мира на третьестепенные позиции.